# ریچارد آلن (بازیکن هاکی روی چمن)
ریچارد آلن (انگلیسی: Richard Allen; ۴ ژوئن ۱۹۰۲ – ۱۹۶۹) بازیکن هاکی روی چمن اهل هند بود.
وی به‌همراه تیم ملی هاکی روی چمن مردان هند به قهرمانی بازی‌های المپیک تابستانی ۱۹۲۸، ۱۹۳۲ و ۱۹۳۶ دست پیدا کرده‌است.